# Lijst van nummer 1-hits in de UK Singles Chart in 2013
Deze hits stonden in 2013 op nummer 1 in de UK Singles Chart:
| Nummer | Datum        | Artiest                           | Titel                              |
| ------ | ------------ | --------------------------------- | ---------------------------------- |
| 1217   | 6 januari    | James Arthur                      | Impossible                         |
| 1219   | 13 januari   | will.i.am & Britney Spears        | Scream & shout                     |
|        | 20 januari   | will.i.am & Britney Spears        | Scream & shout                     |
| 1220   | 27 januari   | Bingo Players & Far East Movement | Get up (Rattle)                    |
|        | 3 februari   | Bingo Players & Far East Movement | Get up (Rattle)                    |
| 1221   | 10 februari  | Macklemore, Ryan Lewis & Wanz     | Thrift shop                        |
| 1222   | 17 februari  | Avicii & Nicky Romero             | I could be the one                 |
| 1223   | 24 februari  | One Direction                     | One way or another (Teenage kicks) |
| 1224   | 3 maart      | Justin Timberlake                 | Mirrors                            |
|        | 10 maart     | Justin Timberlake                 | Mirrors                            |
|        | 17 maart     | Justin Timberlake                 | Mirrors                            |
| 1225   | 24 maart     | The Saturdays & Sean Paul         | What about us                      |
| 1226   | 31 maart     | PJ & Duncan                       | Let's get ready to rhumble         |
| 1227   | 7 april      | Duke Dumont & A*M*E               | Need U (100%)                      |
|        | 14 april     | Duke Dumont & A*M*E               | Need U (100%)                      |
| 1228   | 21 april     | Rudimental & Ella Eyre            | Waiting all night                  |
| 1229   | 28 april     | Daft Punk & Pharrell Williams     | Get lucky                          |
|        | 5 mei        | Daft Punk & Pharrell Williams     | Get lucky                          |
|        | 12 mei       | Daft Punk & Pharrell Williams     | Get lucky                          |
|        | 19 mei       | Daft Punk & Pharrell Williams     | Get lucky                          |
| 1230   | 26 mei       | Naughty Boy & Sam Smith           | La la la                           |
| 1231   | 2 juni       | Robin Thicke, T.I. & Pharrell     | Blurred lines                      |
|        | 9 juni       | Robin Thicke, T.I. & Pharrell     | Blurred lines                      |
|        | 16 juni      | Robin Thicke, T.I. & Pharrell     | Blurred lines                      |
|        | 23 juni      | Robin Thicke, T.I. & Pharrell     | Blurred lines                      |
| 1232   | 30 juni      | Icona Pop & Charli XCX            | I love it                          |
| 1233   | 7 juli       | John Newman                       | Love me again                      |
| 1231   | 14 juli      | Robin Thicke, T.I. & Pharrell     | Blurred lines                      |
| 1234   | 21 juli      | Avicii                            | Wake me up                         |
|        | 28 juli      | Avicii                            | Wake me up                         |
|        | 4 augustus   | Avicii                            | Wake me up                         |
| 1235   | 11 augustus  | Miley Cyrus                       | We Can't Stop                      |
| 1236   | 18 augustus  | Ellie Goulding                    | Burn                               |
|        | 25 augustus  | Ellie Goulding                    | Burn                               |
|        | 1 september  | Ellie Goulding                    | Burn                               |
| 1237   | 8 september  | Katy Perry                        | Roar                               |
|        | 15 september | Katy Perry                        | Roar                               |
| 1238   | 22 september | Jason Derulo & 2 Chainz           | Talk dirty                         |
|        | 29 september | Jason Derulo & 2 Chainz           | Talk dirty                         |
| 1239   | 6 oktober    | OneRepublic                       | Counting stars                     |
| 1240   | 13 oktober   | Miley Cyrus                       | Wrecking ball                      |
| 1239   | 20 oktober   | OneRepublic                       | Counting stars                     |
| 1241   | 27 oktober   | Lorde                             | Royals                             |
| 1242   | 3 november   | Eminem & Rihanna                  | The monster                        |
| 1243   | 10 november  | Storm Queen                       | Look right through MK remix        |
| 1244   | 17 november  | Martin Garrix                     | Animals                            |
| 1245   | 24 november  | Lily Allen                        | Somewhere only we know             |
| 1246   | 1 december   | Calvin Harris, Alesso & Hurts     | Under control                      |
| 1245   | 8 december   | Lily Allen                        | Somewhere only we know             |
|        | 15 december  | Lily Allen                        | Somewhere only we know             |
| 1247   | 22 december  | Sam Bailey                        | Skyscraper                         |
| 1248   | 29 december  | Pharrell Williams                 | Happy                              |